# Ricardo Azevedo
Ricardo Azevedo (Rio de Janeiro, 24 giugno 1956) è un allenatore di pallanuoto brasiliano, allenatore della Cina.

## Biografia
In patria è stato giocatore della Nazionale brasiliana dal 1974 al 1980. Al termine della carriera agonistica, si trasferisce con la famiglia negli Stati Uniti, diventando allenatore. Guiderà la Long Beach State University, le nazionali maggiore e junior degli Stati Uniti, prima di trasferirsi in Italia per allenare la Rari Nantes Camogli.Terminata l'esperienza in Liguria, dall'ottobre 2011 diviene commissario tecnico della Nazionale cinese, con cui nel 2014 conquista la medaglia di bronzo ai Giochi Asiatici. Nel 2019, con la nazionale brasiliana, ha conquistato la medaglia di bronzo ai giochi panamericani.
È il padre di Tony Azevedo, atleta e capitano della Nazionale statunitense, e di Cassie, anch'essa pallanuotista.

## Statistiche

### Carriera da allenatore
Statistiche aggiornate al 23 dicembre 2010.
| Stagione        | Squadra         | Campionato      | Campionato | Campionato | Campionato | Campionato | Coppe nazionali | Coppe nazionali | Coppe nazionali | Coppe nazionali | Coppe nazionali | Coppe continentali | Coppe continentali | Coppe continentali | Coppe continentali | Coppe continentali | Altre coppe | Altre coppe | Altre coppe | Altre coppe | Altre coppe | Totale | Totale | Totale | Totale |
| Stagione        | Squadra         | Comp            | Pres       | Vit        | Par        | Sco        | Comp            | Pres            | Vit             | Par             | Sco             | Comp               | Pres               | Vit                | Par                | Sco                | Comp        | Pres        | Vit         | Par         | Sco         | Pres   | Vit    | Par    | Sco    |
| --------------- | --------------- | --------------- | ---------- | ---------- | ---------- | ---------- | --------------- | --------------- | --------------- | --------------- | --------------- | ------------------ | ------------------ | ------------------ | ------------------ | ------------------ | ----------- | ----------- | ----------- | ----------- | ----------- | ------ | ------ | ------ | ------ |
| 2010-2011       | Camogli         | A1              | 10         | 3          | 2          | 5          | -               | -               | -               | -               | -               | -                  | -                  | -                  | -                  | -                  | -           | -           | -           | -           | -           | -      | -      | -      | -      |
| Totale carriera | Totale carriera | Totale carriera | ?          | ?          | ?          | ?          | -               | -               | -               | -               | -               | -                  | -                  | -                  | -                  | -                  | -           | -           | -           | -           | -           | -      | -      | -      | -      |